# Que ferait donc Faber ?
Que ferait donc Faber ? est une mini série humoristique réalisée par Dolorès Grassian et diffusée par l'ORTF en 1969.
L'acteur principal de cette série quelque peu loufoque est Claude Piéplu, qui s'est déjà illustré en 1968 comme narrateur de la série Les Shadoks.

## Synopsis
Faber est représentant dans une entreprise de farces et attrapes, dont le produit phare est le tout nouveau « Déca-Use », dont Faber ne prononce jamais le nom sans une grande solennité. Il est aussi chargé de former le jeune Henri Petit-Garin à la profession de VRP.  
Le théâtre de leurs aventures est la ville de Paradix.

## Fiche technique
- Réalisatrice : Dolorès Grassian
- Créateurs :  Michel Andrieu, Dolorès Grassian et Paul Sorèze
- Musique : François de Roubaix
- Directeur de la photographie : Jean Graglia
- Format :  Son mono -  Noir et blanc
- Genre : humour noir
- Durée  : 8 épisodes de 55 minutes
- Date de diffusion : 3 juillet 1969 sur ORTF

## Distribution
- Claude Piéplu : Faber
- Gérard Lartigau : Henri Petit-Garin
- Madeleine Clervanne : la tante
- Marie-Christine Barrault : Catherine
- Madeleine Barbulée : la couturière
- Maurice Bourbon : M. Lenfant
- Philippe Moreau : le patron des Japonais
- Daniel Laloux : Jérémie
- Raymond Bussières
- Hubert Deschamps
- Évelyne Istria
- Gaëtan Noël
- Robert Rimbaud
- Jean Tissier
- Henri Virlojeux
- Jean Amos
- Lucie Arnold
- Angelo Bardi
- Fernand Bercher
- Claudine Berg
- Juliette Brac
- Jean Champion
- Jacques Charby
- Marcel Charvey
- Jacques Davila
- Françoise de Wulf
- Claude Debord
- Max Desrau
- Marc Eyraud
- Pierre Frag
- Jean-Paul Frankeur
- Clément Harari
- Harry-Max
- André Julien
- Christian Le Guillochet
- Noëlle Leiris
- Rita Maiden
- Raymond Meunier
- Marc Monjou
- Georges Montillier
- Jean-Gabriel Nordmann
- Fred Personne
- Popeck
- Daniel Rivière
- Louison Roblin
- Christiane Rorato
- Jacqueline Staup
- Roger Trapp
- Martin Trévières
- Fred Ulysse
- Guy Vassal
- Géo Wallery

## Épisodes
- Premier client, premier échec[2]